# Fenyllithium
Fenyllithium (soms afgekort tot PhLi) is een organolithiumverbinding met als brutoformule C6H5Li. De verbinding wordt voornamelijk in de organische synthese gebruikt om lithium in een organische verbinding te brengen (meestal door het verwijderen van een relatief zuur waterstofatoom). Hoewel de reactie als een zuur-basereactie beschreven kan worden, wordt meestal gesproken van een metallatie. Naast het gebruik als base is ook het gebruik als nucleofiel beschreven, waarbij de reacties sterk lijken op die van de Grignard-reagentia: de fenylgroep wordt door nucleofiele additie geïntroduceerd in een bepaalde doelwitverbinding. De zuivere stof komt voor als een kleurloze kristallijne vaste stof, maar wegens de hoge reactiviteit wordt de verbinding meestal in oplossing verhandeld. Deze oplossingen, bijvoorbeeld in dibutylether of cyclohexaan, hebben echter doorgaans een rode tot bruinrode kleur, afhankelijk van het oplosmiddel en de aanwezige onzuiverheden in de oplossing.

## Synthese
Fenyllithium werd voor het eerst bereid door de reactie van metallisch lithium met difenylkwik:
{\displaystyle {\ce {(C6H5)2Hg + 2Li -> 2C6H5Li + Hg}}}
Korte tijd later werd de reactie verbeterd door lithium met fenylhalogeniden te laten reageren, zoals chloorbenzeen:
{\displaystyle {\ce {C6H5Cl + 2Li -> C6H5Li + LiCl}}}
Fenyllithium kan ook bereid worden door reactie van broombenzeen met een ander organolithiumreagens, zoals n-butyllithium:
{\displaystyle {\ce {C4H9Li + C6H5Br -> C6H5Li + C4H9Br}}}

## Structuur en eigenschappen
Fenyllithium is een organolithiumreagens dat in vaste toestand monokliene kristallen vormt. In de vaste toestand kan is fenyllithium opgebouwd uit dimeren. De lithiumatomen en de ipso-koolstofatomen van de benzeenring vormen daarbij een vlakke vierring. De binding tussen de dimeren verloopt via interactie van de π-elektronen.
In oplossing wordt, afhankelijk van het gebruikte oplosmiddel, een reeks van structuren aangetroffen. In THF bestaat een evenwicht tussen het monomeer en het dimeer. In di-ethylether, het standaardoplosmiddel voor fenyllithium, wordt een tetrameer gevormd.
De koolstof-lithiumbindingen hebben een gemiddelde bindingslengte van 233 pm. Naast de fenylgroepen zijn er ook ethermoleculen via hun zuurstofatoom aan de lithiumatomen gekoppeld. In aanwezigheid van lithiumbromide, het nevenproduct van de bereiding via fenylhalogeniden, wordt het [(C6H5Li · Et2O)4]-complex omgezet in [(C6H5Li · Et2O)3 · LiBr).

## Reacties
De reacties van fenyllithium concentreren zich rond de koppeling van een fenylgroep via een nucleofiele additie aan de carbonylgroep:
{\displaystyle {\ce {C6H5Li + R2C=O -> (C6H5)R2COLi}}}
Na afwerking met verdund zuur ontstaat daarbij het overeenkomstig alcohol.